# Opius anduzei
Opius anduzei är en stekelart som beskrevs av Fischer 1964. Opius anduzei ingår i släktet Opius och familjen bracksteklar. Inga underarter finns listade i Catalogue of Life.